# Hulan
Hulan (呼蘭區 / 呼兰区,  Hūlán Qū) ist ein Stadtbezirk der Unterprovinzstadt Harbin in der chinesischen Provinz Heilongjiang. Der Stadtbezirk hat eine Fläche von 2.186 km² und zählt 769.997 Einwohner (Stand: Zensus 2020).

## Hulan in der Literatur
Hulan ist der Geburtsort der berühmten chinesischen Schriftstellerin Xiao Hong (1911–1942), die ihrer Heimat mit dem Buch Hulan He Zhuan (呼兰河传), in der Übersetzung von Ruth Keen als „Geschichten vom Hulanfluß“ auch auf Deutsch erschienen, ein Denkmal setzte.

## Administrative Gliederung
Auf Gemeindeebene setzt sich der Stadtbezirk aus acht Straßenvierteln, acht Großgemeinden und drei Gemeinden zusammen. Diese sind:
| Straßenviertel Hulan (呼兰街道); Straßenviertel Jianshelu (建设路街道); Straßenviertel Kangjin (康金街道); Straßenviertel Lanhe (兰河街道); Straßenviertel Limin (利民街道); Straßenviertel Shuangjing (双井街道); Straßenviertel Xueyuanlu (学院路街道); Straßenviertel Yaopu (腰堡街道); Großgemeinde Baikui (白奎镇); | Großgemeinde Changling (长岭镇); Großgemeinde Dayong (大用镇); Großgemeinde Erba (二八镇); Großgemeinde Fangtai (方台镇); Großgemeinde Lianhua (莲花镇); Großgemeinde Shenjia (沈家镇); Großgemeinde Shiren (石人镇); Gemeinde Mengjia (孟家乡); Gemeinde Xupu (许堡乡); Gemeinde Yanglin (杨林乡). |